# James Bond Agent 007
James Bond Agent 007 var en svensk serietidning som publicerades mellan 1965 och 1996 av Semic Press. Tidningen innehöll serieversionerna av Ian Flemings romaner och många nyskrivna serier om James Bond, men även serier som Helgonet, och fakta om de nyare filmerna. Tidningen var unik eftersom man publicerade många Bondäventyr som aldrig publicerades i Storbritannien, vilket har gjort tidningen mycket eftertraktad bland utländska Bondfans.

## Serierna om Bond

### Flemings romaner i serieform
1957, när romanerna om James Bond började bli populära, frågade dagstidningen Daily Express Ian Fleming om de fick adaptera hans berättelser till dagsstrippar. Fleming tvekade först, med tanke på att det lilla utrymmet inte skulle göra hans stil rättvisa, och för att ett misslyckande skulle kunna skada hans framtida romaner om Bond. Men han gav sedan efter och den 7 juli 1958 kom så den första serien (Casino Royale), med manus av Anthony Hearne och teckningar av John McLusky.
För att hjälpa Daily Express framställde Fleming en teckning av hur han föreställde sig att James Bond såg ut. McLusky tyckte dock att Flemings agent såg för omodern ut och ändrade honom genom att göra honom mer maskulin.
När Casino Royale var slut fick McLusky fortsätta att teckna. Hans nya partner blev Henry Gammidge. Tillsammans gjorde de ytterligare 12 James Bond-serier, ända till 1966. Undantaget var manuset till Döden på Jamaica som skrevs av Peter O'Donnell, ett par år innan han skapade sin odödliga serie Modesty Blaise.
1962 kom Ian Fleming och Lord Beaverbrook ihop sig när Fleming hade sålt rättigheterna till novellen Spionen från öst ur samlingen Octopussy till en konkurrerande tidning. Resultatet blev att serieversionen av Åskbollen blev avbruten, och faktiskt aldrig blev avslutad. Några förklarande rutor på slutet lades senare till när serien såldes till andra tidningar. Men Fleming och Lord Beaverbrook lyckades bli sams, så att serien kunde fortsätta.
McLusky efterträddes som tecknare 1966 av Yaroslav Horak. Horak arbetade tillsammans med Jim Lawrence på de sex återstående Fleming-berättelserna, samt Kingsley Amis (under pseudonymen Robert Markham) James Bond-historien Överste Sun. Serierna följde, både under McLusky och Horaks tid, romanerna ganska väl med ett par mindre undantag. Och till och med den "förbjudna" Bond-boken (se kommentarer under Älskade spion) blev serie, vilket gör att det finns tre Fleming-noveller, 15 romaner av John Gardner, 6 romaner av Raymond Benson samt några romaner av Charlie Higson kvar att göra serieversioner av.

### Efter Fleming
Horak och Lawrences framgångar med Bond-serien gjorde att Ian Flemings dödsbo gav sitt tillstånd för dem att fortsätta skriva nya Bondäventyr. De skrev och tecknade tjugo äventyr, fram till 1977.
1977 publicerade Daily Express det sista Bondäventyret. Men i andra tidningar i Storbritannien och runtom i Europa fortsatte Horak och Lawrence med sina berättelser. Senare återkom även John McLusky (som tecknade fem ytterligare serier), och andra tecknare.
Dagstidningen Daily Star som var seriens utgångspunkt, slutade publicera James Bond 1983, mitt i ett äventyr (på svenska kallat "Operation Alaska Star"). Den fullständiga serien publicerades dock i andra länder, bland annat Sverige.
Mellan 1958 och 1983 producerades sammanlagt 52 Bondäventyr.

## Tidningen James Bond Agent 007

### Fleming-berättelserna
Det svenskägda serieförlaget Semic förlag startade 1965 - precis vid början av det som har kallats Bond-mania - tre stycken tidningar om James Bond, en i Sverige, en i Norge och en i Danmark, alla med namnet James Bond Agent 007. Det var inte en slump att alla tre tidningarna under första året publicerade serieversionen av Goldfinger - filmen baserad på samma bok kom just det året - även om det dröjde till året efter innan den kom till Skandinavien.
I tidningen publicerades i början serieversionerna av Flemings romaner såsom de publicerades i Daily Express, med en stor skillnad: stripparna beskars annorlunda för att passa in i magasinsformatet, vissa rutor förstorades på ett ganska amatörmässigt sätt, och andra rutor, som i dagstidningarna återberättade vad som hänt tidigare, togs bort. Trots det sålde tidningen bra, antagligen på grund av Bond-filmernas framgångar.
Med tanke på att Fleming bara skrev 12 romaner och 8 noveller om Bond (varav alltså tre noveller aldrig gjordes i serieversion), och de nyskrivna serierna av Horak, Lawrence, McLusky, med flera, publicerades i rätt långsamt tempo, fanns det rätt lite material till en tidning som skulle publiceras regelbundet. Resultatet blev att utgivningen under 1970-talet blev lite mer sporadisk - ibland kom det bara några nummer per år, ibland repriserades äldre serier.

### Nytt material
Lösning på materialbristfrågan kom 1981 efter att Flemings änka dött, och seriekontraktet förhandlades om. Semic förlag fick då tillåtelse att utveckla eget material om James Bond. Det var vid samma tid som författaren John Gardner fick i uppdrag att skriva en ny serie romaner om James Bond. (Jämför även hur serien Fantomen strax innan fått tillåtelse att göra nya svenskproducerade äventyr.)
Den första nya Bondstoryn publicerades i nr 1/1982 års första nummer. Den kallades "Den gyllene triangeln", var skriven av norrmännen Terje Nordberg och Eirik Ildahl under pseudonymen Johann Vlaanderen (en förvrängning av namnet Ian Fleming), och tecknad av Escolano.
En handfull nya historier (24 sidor långa) utvecklades varje år av författare som Sverre Årnes, Jack Sutter och Bill Harrington med teckningar av Sarompas, Josep Gual och Manuel Carmona.
Förlaget försökte sälja äventyren utanför de tre skandinaviska länderna, vilket dock misslyckades. Berättelserna låg i vissa äventyr ganska nära Flemings original, medan andra innehöll superskurkar och prylar som ibland till och med överträffade Bondparodierna, och inte hade mycket med den vanliga Bondfiguren att göra.

### Tidningen och albumen
Tidningen James Bond Agent 007, som trycktes i svartvitt med omslag i färg, var på 52–100 sidor, innehöll inte bara serierna, som i de flesta fall var omkring 20–24 sidor styck. Oftast inledde ett Bondäventyr. Sedan kom insändarsidor och fakta om filmer och böcker, eller mindre tävlingar, och ett par fotografier. Redaktör för tidningen var bland andra Lennart Hartler (fram till nummer 47), Lisbeth Notini (fram till nummer 6/91), Jan Eriksson och P.A. Johnsson. I deras uppdrag ingick även att göra intervjuer för tidningens skull när nya Bondfilmer hade premiär i Sverige.
Efter de textfylla sidorna fanns ofta en helt annan serie, till exempel Helgonet (som flyttades dit efter Helgonets egen tidning lagts ner - och vars utseende var påfallande likt Bondskådespelaren Roger Moore). Med början 1992 blev den andra serien också ett Bondäventyr.
1983 började så Semic förlag att ge ut ett album per år, med häftat omslag, fler sidor - och färgtryck. Albumen såldes bland annat via jultidningsförsäljningen. Det blev sammanlagt fem album från Semic, varav tre var adaptioner av den senaste filmen: Octopussy, Levande måltavla respektive Iskallt uppdrag. (Andra förlag har även givit ut Ur dödlig synvinkel och Tid för hämnd.)

### Nedläggning
1983, när de brittiska dagsstripparna slutade att publiceras, blev de nordiska ländernas produktion den enda regelbundna källan till nya serier. Det ledde till att den danska versionen av James Bond Agent 007 lades ner 1984, och den norska versionen förvandlades till en tidning med många andra serier förutom James Bond, innan den slutligen lades ner 1994.
Den svenska tidningen, som var den största, den som publicerade serierna först och som var den enda som publicerade samtliga serier, lyckades hålla igång ända tills 1996. Då hade den givits ut i sammanlagt 31 år, med 42 nya äventyr, bara tio avsnitt färre än den brittiska dagspresserien.

## Serier
| Nummer | Originaltitel                               | Svensk titel                                                 | Manus                        | Bild                           | Kommentar                                                  |
| ------ | ------------------------------------------- | ------------------------------------------------------------ | ---------------------------- | ------------------------------ | ---------------------------------------------------------- |
| 1      | Casino Royale                               | Högt spel i Monte Carlo                                      | Anthony Hearne               | John McLusky                   | Baserad på bok av Ian Fleming                              |
| 2      | Live and let die                            | Leva och låta dö                                             | Henry Gammidge               | John McLusky                   | Baserad på bok av Ian Fleming                              |
| 3      | Moonraker                                   | Attentat                                                     | Henry Gammidge               | John McLusky                   | Baserad på bok av Ian Fleming                              |
| 4      | Diamonds are forever                        | Diamantfeber/Döden spelar falskt/Död och diamanter           | Henry Gammidge               | John McLusky                   | Baserad på bok av Ian Fleming                              |
| 5      | From Russia With Love                       | Agent 007 ser rött                                           | Henry Gammidge               | John McLusky                   | Baserad på bok av Ian Fleming                              |
| 6      | Dr No                                       | Agent 007 med rätt att döda/Döden på Jamaica                 | Peter O'Donnell              | John McLusky                   | Baserad på bok av Ian Fleming                              |
| 7      | Goldfinger                                  | Operation Storslam                                           | Henry Gammidge               | John McLusky                   | Baserad på bok av Ian Fleming                              |
| 8      | Risico                                      | Risico-ligan                                                 | Henry Gammidge               | John McLusky                   | Baserad på novell av Ian Fleming                           |
| 9      | From a view to a kill                       | Dödligt uppdrag                                              | Henry Gammidge               | John McLusky                   | Baserad på novell av Ian Fleming                           |
| 10     | For your eyes only                          | Ur dödlig synvinkel                                          | Henry Gammidge               | John McLusky                   | Baserad på novell av Ian Fleming                           |
| 11     | Thunderball                                 | Åskbollen                                                    | Henry Gammidge               | John McLusky                   | Baserad på bok av Ian Fleming                              |
| 12     | On her majesty's secret service             | I hennes majestäts hemliga tjänst                            | Henry Gammidge               | John McLusky                   | Baserad på bok av Ian Fleming                              |
| 13     | You only live twice                         | Man lever bara två gånger/Djävulens trädgård                 | Henry Gammidge               | John McLusky                   | Baserad på bok av Ian Fleming                              |
| 14     | The man with the golden gun                 | Mannen med den gyllene pistolen                              | Jim Lawrence                 | Yaroslav Horak                 | Baserad på bok av Ian Fleming                              |
| 15     | The living daylights                        | Spionen från öst/Knäckt för livet                            |                              |                                | Baserad på novell av Ian Fleming                           |
| 16     | Octopussy                                   | Octopussy/Undervattensdöden                                  | Jim Lawrence                 | Yaroslav Horak                 | Baserad på novell av Ian Fleming                           |
| 17     | The Hildebrand rarity                       | Hildebrandrariteten/Ubåt saknas/Ubåt saknad                  | Jim Lawrence                 | Yaroslav Horak                 | Baserad på novell av Ian Fleming                           |
| 18     | The spy who loved me                        | Älskade spion/Skräcknatten                                   | Jim Lawrence                 | Yaroslav Horak                 | Baserad på bok av Ian Fleming                              |
| 19     | The harpies                                 | Fågelkvinnorna                                               | Jim Lawrence                 | Yaroslav Horak                 | Den första serien gjord helt utan material av Fleming      |
| 20     | River of death                              | Dödens flod                                                  | Jim Lawrence                 | Yaroslav Horak                 |                                                            |
| 21     | Colonel Sun                                 | Överste Sun/Dödligt toppmöte                                 | Jim Lawrence                 | Yaroslav Horak                 | Bygger på bok av Robert Markham                            |
| 22     | The golden ghost                            | Det gyllene spöket                                           | Jim Lawrence                 | Yaroslav Horak                 |                                                            |
| 23     | Fear face                                   | Stålspionen                                                  | Jim Lawrence                 | Yaroslav Horak                 |                                                            |
| 24     | Double jeopardy                             | Dödens dubbelgångare                                         | Jim Lawrence                 | Yaroslav Horak                 |                                                            |
| 25     | Star fire                                   | Stjärnornas herre                                            | Jim Lawrence                 | Yaroslav Horak                 |                                                            |
| 26     | Trouble spot                                | Dödligt budskap                                              | Jim Lawrence                 | Yaroslav Horak                 |                                                            |
| 27     | Isle of condors                             | Kondorernas ö                                                | Jim Lawrence                 | Yaroslav Horak                 |                                                            |
| 28     | The league of vampires                      | Vampyrligan                                                  | Jim Lawrence                 | Yaroslav Horak                 |                                                            |
| 29     | Die with my boots on                        | Droghandlarna                                                | Jim Lawrence                 | Yaroslav Horak                 |                                                            |
| 30     | The girl machine                            | Jakten på det svarta guldet                                  | Jim Lawrence                 | Yaroslav Horak                 |                                                            |
| 31     | Beware of butterflies                       | Operation fjäril                                             | Jim Lawrence                 | Yaroslav Horak                 |                                                            |
| 32     | The Nevsky nude                             | Fallen från skyarna                                          | Jim Lawrence                 | Yaroslav Horak                 |                                                            |
| 33     | The Phoenix project                         | Projekt Fenix                                                | Jim Lawrence                 | Yaroslav Horak                 |                                                            |
| 34     | The black ruby caper                        | Kodnamn: Svart storm                                         | Jim Lawrence                 | Yaroslav Horak                 |                                                            |
| 35     | Till death do us part                       | Intrig på Balkan                                             | Jim Lawrence                 | Yaroslav Horak                 |                                                            |
| 36     | The touch-time affair                       | En enkel, Acapulco                                           | Jim Lawrence                 | Yaroslav Horak                 |                                                            |
| 37     | Hot-shot                                    | Dödsstrålen                                                  | Jim Lawrence                 | Yaroslav Horak                 |                                                            |
| 38     | Nightbird                                   | Nattfågeln                                                   | Jim Lawrence                 | Yaroslav Horak                 |                                                            |
| 39     | Ape of diamonds                             | Dödligt kommando                                             | Jim Lawrence                 | Yaroslav Horak                 |                                                            |
| 40     | When the wizard awakes                      | Trollkarlen vaknar                                           | Jim Lawrence                 | Yaroslav Horak                 |                                                            |
| 41     | Sea dragon                                  | Operation Big mama                                           | Jim Lawrence                 | Yaroslav Horak                 |                                                            |
| 42     | Death wing                                  | Death wing/Den flygande döden                                | Jim Lawrence                 | Yaroslav Horak                 |                                                            |
| 43     | The Xanadu connection                       | Operation Xanadu                                             | Jim Lawrence                 | Yaroslav Horak                 |                                                            |
| 44     | Shark bait                                  | Operation Shark bait                                         | Jim Lawrence                 | Yaroslav Horak                 |                                                            |
| 45     | Doomcrack                                   | Doomcrack                                                    | Jim Lawrence                 | Harry North                    |                                                            |
| 46     | The paradise plot                           | a. Stjärnornas barn b. Projekt Polstjärnan c. Order att döda | Jim Lawrence                 | John McLusky                   |                                                            |
| 47     | Deathmask                                   | Dödsmasken                                                   | Jim Lawrence                 | John McLusky                   |                                                            |
| 48     | Flittermouse                                | Vampyrernas härskare                                         | Jim Lawrence                 | John McLusky                   |                                                            |
| 49     | Polestar                                    | Operation Alaska star                                        | Jim Lawrence                 | John McLusky                   |                                                            |
| 50     | The scent of danger                         | Doften av död                                                | Jim Lawrence                 | Yaroslav Horak                 |                                                            |
| 51     | Snake goddess                               | Operation Ragnarök                                           | Jim Lawrence                 | John McLusky                   |                                                            |
| 52     | Double eagle                                | Operation dubbelörnen                                        | Jim Lawrence                 | Yaroslav Horak                 |                                                            |
| 53     | Serpent's tooth                             | Ormens tand                                                  | Doug Moench                  | Paul Gulacey                   |                                                            |
| 54     | The Golden Triangle                         | Den gyllene triangeln                                        | Johann Vlaanderen            | Escolano                       | Från detta nummer är produktionen inte längre dagsstrippar |
| 55     | Operation Jungle Devils                     | Operation ”Jungle devils”                                    | Sverre Årnes                 | Escolano                       |                                                            |
| 56     | The Slave Traders                           | Slavhandlarna                                                | Jack Sutter                  | Escolano                       |                                                            |
| 57     | Codename: Nemesis                           | Kodnamn Nemesis                                              | Jack Sutter                  | Josep Gual                     |                                                            |
| 58     | Operation: Burma                            | Operation Burma                                              | Jack Sutter                  | Sarompas                       |                                                            |
| 59     | Liquidate Bond                              | Likvidera Bond!                                              | Jack Sutter                  | Josep Gual                     |                                                            |
| 60     | The White Death                             | Den vita döden                                               | Sverre Årnes                 | Sarompas                       |                                                            |
| 61     | Operation: Little                           | Operation ”Little”                                           | Jack Sutter                  | Sarompas                       |                                                            |
| 62     | The Mad Emperor                             | Den galne kejsaren                                           | Peter Sparring               | Josep Gual                     |                                                            |
| 63     | Operation: Juggernaut                       | Operation Juggernaut                                         | Jack Sutter                  | Josep Gual                     |                                                            |
| 64     | Operation: UFO                              | Operation UFO                                                | Jack Sutter                  | Josep Gual                     |                                                            |
| 65     | Operation: Blücher                          | Operation ”Blücher”                                          | Sverre Årnes                 | Josep Gual                     | Gjordes om till film utan James Bond som huvudperson       |
| 66     | Codename: Romeo                             | Kodnamn: Romeo                                               | Sverre Årnes                 | Josep Gual                     |                                                            |
| 67     | The Green Death                             | Den gröna döden                                              | Jack Sutter                  | Sarompas                       |                                                            |
| 68     | Death in Tahiti                             | Döden på Tahiti                                              | Sverre Årnes                 | Sarompas                       |                                                            |
| 69     | The Bride from Balkan                       | Bruden från Balkan                                           | Bill Harrington              | Josep Gual                     |                                                            |
| 70     | Chinese Puzzle                              | Kinesiskt pussel                                             | Bill Harrington              | Sarompas                       |                                                            |
| 71     | Data Terror                                 | Data terror                                                  | Sverre Årnes                 | Sarompas                       |                                                            |
| 72     | Experiment Z                                | Experiment Z                                                 | Bill Harrington              | Manuel Carmona                 |                                                            |
| 73     | Death in Florence                           | Döden i Florens                                              | Bill Harrington              | Manuel Carmona                 |                                                            |
| 74     | Deadly double                               | Dödlig dubbelgångare                                         | Jack Sutter                  | Sarompas                       |                                                            |
| 75     | Greek Fire / Greek Idol                     | Greek fire                                                   | Bill Harrington              | Manuel Carmona                 |                                                            |
| 76     | Killing Music                               | Mördande musik                                               | Bill Harrington              | Manuel Carmona                 |                                                            |
| 77     | The Spy Trap                                | Spionfällan                                                  | Jack Sutter                  | Sarompas                       |                                                            |
| 78     | The Amazons                                 | Amazonerna                                                   | Bill Harrington              | Josep Gual                     |                                                            |
| 79     | Deadly Sand / Deadly Desert                 | Dödande sand                                                 | Bill Harrington              | Sarompas                       |                                                            |
| 80     | Terror Time                                 | Tid för terror                                               | Bill Harrington              | Manuel Carmona                 |                                                            |
| 81     | The Thirteenth Judge / The Vanishing Judges | Den trettonde domaren                                        | Bill Harrington              | Josep Gual                     |                                                            |
| 82     | Escape from Vietnam / Flights from Vietnam  | Flykten från Vietnam                                         | Bill Harrington              | Josep Gual                     |                                                            |
| 83     | The Immortals /The Undead                   | De odödliga                                                  | Bill Harrington              | Martin Salvador                |                                                            |
| 84     | Istanbul Intrigue                           | Intrig i Istanbul                                            | Bill Harrington              | Manuel Carmona                 |                                                            |
| 85     | Cuba Commandos                              | Kommando Kuba                                                | Jack Sutter                  | Sarompas                       |                                                            |
| 86     | Lethal Dose                                 | Dödlig dos                                                   | Sverre Årnes                 | Josep Gual                     |                                                            |
| 87     | With Death in Sight                         | Med döden i sikte                                            | Bill Harrington              | Manuel Carmona                 |                                                            |
| 88     | Robo-Killer                                 | Robokiller                                                   | Jack Sutter                  | Sarompas                       |                                                            |
| 89     | Danse Macabre                               | Danse Macabre                                                | Bill Harrington              | Josep Gual                     |                                                            |
| 90     | Operation: Uboki                            | Operation Uboki                                              | Bill Harrington              | Josep Gual                     |                                                            |
| 91     | The Living Dead                             | Levande död                                                  | Jack Sutter                  | Sarompas                       |                                                            |
| 92     | Codename: Mr. Blue                          | Kodnamn: Mr Blue                                             | Jack Sutter                  | Sarompas                       |                                                            |
| 93     | Goodbye, Mr. Bond                           | Farväl, mr Bond!                                             | Bill Harrington              | Sarompas                       |                                                            |
| 94     | Operation: Yakuza                           | Operation Yakuza                                             | Ian Mennell                  | Sarompas                       |                                                            |
| 95     | The Poison Factory                          | Giftfabriken                                                 | Ian Mennell                  | Sarompas                       |                                                            |
| 96     | Last pair out                               | Sista paret ut                                               | Jack Sutter                  | Sarompas                       |                                                            |
| 97     | Permission to die                           |                                                              | Mike Grell                   | Mike Grell                     |                                                            |
| 98     |                                             | Dödligt budskap                                              | Jim Lawrence                 | Yaroslav Horak                 |                                                            |
| 99     |                                             | Operation KGB                                                | Jim Lawrence                 | Yaroslav Horak                 |                                                            |
| 100    | A silent armageddon                         | Dödlig smitta                                                | Simon Jowett                 | John Burns                     |                                                            |
| 101    | Light of my Death                           | Dödens ljus                                                  | Das Petrou                   | John Watkiss                   |                                                            |
| 102    |                                             | Operation spökflyg                                           | Jim Lawrence                 | Yaroslav Horak                 |                                                            |
| 103    | For Your Eyes Only                          | Ur dödlig synvinkel - serieversionen                         | Larry Hama                   | Howard Chaykin & Vince Coletta | Baserad på filmen Ur dödlig synvinkel                      |
| 104    | A View To a Kill                            | Levande måltavla - serieversionen                            | Jack Sutter                  | Federico Maidagam              | Baserad på filmen Levande måltavla                         |
| 105    |                                             | Dödligt dubbelspel                                           | Jack Sutter                  | Sarompas                       | Utgavs som seriealbum                                      |
| 106    | Shattered Helix                             | Das Petrou                                                   | David Lloyd                  |                                |                                                            |
| 107    | Minute of Midnight                          |                                                              | Doug Moench                  | Russ Heath                     |                                                            |
| 108    | The Quasimodo Gambit                        |                                                              | Don McGregor                 | Gary Caldwell                  |                                                            |
| 109    | Octopussy                                   | Octopussy - serieversionen                                   | Steve Moore                  | Paul Neary                     | Baserad på filmen Octopussy                                |
| 110    | The Living Daylights                        | Iskallt uppdrag - serieversionen                             | Jack Sutter                  | Sarompas                       | Baserad på filmen Iskallt uppdrag                          |
| 111    | Licence to Kill                             | Tid för hämnd - serieversionen                               | Mike Grell & Richard Ashford | Mike Grell                     | Baserad på filmen Tid för hämnd                            |

## Trivia
- Det nordisk-producerade äventyret "Operation: Blücher", som publicerades 1984, gjordes senare om till en film utan Bond.